# Lingue sudanesi

Famiglie linguistiche dell'Africa: le lingue sudanesi corrisponderebbero alle due famiglie niger-congo A (in rosso) e nilo-sahariana (giallo).

La famiglia delle lingue sudanesi o sudaniche (come si preferisce denominarle in campo accademico) è la famiglia linguistica, ormai considerata obsoleta, di tutte le lingue parlate nella Regione del Sudan, compresa all'incirca tra il Deserto del Sahara e le foreste pluviali dell'Africa equatoriale. Tale classificazione fu proposta agli inizi del XX secolo (tra gli altri) dal linguista tedesco Carl Meinhof (1857–1944). Meinhof, studiando soprattutto le lingue bantu, notò il complesso sistema di classi nominali che caratterizzava tali lingue, e propose di classificare tutte le altre lingue sub-sahariane, in cui tale sistema non era presente, come lingue sudanesi, o negroidi.
Fu il suo allievo Diedrich Hermann Westermann, nel 1911, il primo a mettere in dubbio tale classificazione, notando la fondamentale differenza tra le lingue sudanesi orientali e quelle occidentali, e nell'opera Die Sudansprachen, stabilì la parentela tra le lingue sudanesi occidentali e il ceppo Bantu. Infine Joseph Greenberg (1915–2001, partendo dai risultati di Westermann, raggruppò nel suo fondamentale The Languages of Africa del 1963, le lingue bantu e quelle parlate nel Sudan Occidentale nella classe niger-kordofaniana, e quelle del Sudan Orientale (all'incirca ad est del Lago Ciad) nella famiglia nilo-sahariana.
Ricerche più recenti hanno tuttavia riacceso il dibattito su tali classificazioni. Ad esempio la famiglia niger-kordofaniana (detta, nelle fonti anglosassoni, Niger-Congo) è stata suddivisa in due sottogruppi, detti A e B, il secondo dei quali corrisponde alle lingue bantu, mentre è stata riproposta la somiglianza tra la famiglia delle lingue sudanesi occidentali (o Niger-Congo A) e quella delle lingue nilo-sahariane, a causa soprattutto del carattere intermedio e quindi della difficile classificazione della lingua songhai, parlata nella zona orientale dell'odierno Mali, dove si trovano le antiche città di Gao e Timbuctù. Questo ha portato alcuni studiosi a proporre un più vasto phylum linguistico Congo-Sahariano  o Niger-Sahariano